# 東畑朝子
東畑 朝子（とうはた あさこ、1931年(昭和6年)3月11日 - ）は、日本の栄養評論家。
東畑精一の次女。三重県出身。女子栄養短期大学を卒業し、国立中野療養所栄養士、北里研究所付属病院栄養士、東京大学医学部助手を経て、女子栄養大学講師、お茶の水女子大学講師。1974年「2、3のDNA阻害剤の阻害様式について」で東邦大学より医学博士。テレビ、雑誌でフードドクターとして活躍する。弟は慶應義塾大学名誉教授・東畑隆介（1933年 - ）。

## 著書
- 『即席のおかず お嬢さまのお料理教室』婦人画報社、1960
- 『農繁期料理とおべんとう』家の光協会、1962
- 『やさしいお菓子とお料理』国土社 みつばちぶっくす、1963
- 『ドライバー名物料理食べあるき』実業之日本社ブルー・ガイドブックス、1964
- 『やせる・太る食事 美容と健康のために』真珠書院、1966
- 『わたしの家庭料理 基本と応用181種』婦人画報社、1967
- 『健康で働くための食事設計 食生活の基本と実際』真珠書院、1970
- 『老化を防ぐための食事設計 働きざかりの健康管理』真珠書院、1970
- 『わたしのクイッククッキング』婦人画報社、1970
- 『美しさを保つための食事設計 いつまでもきれいなお母さん』真珠書院、1971
- 『サラリーマンの食事設計』毎日新聞社 1971
- 『百歳まで生きる食事と栄養』社会保険出版社、1971
- 『病気にうちかつための食事設計 病人食の基本と実際』真珠書院、1971
- 『見ながらつくれる　30分の夕食献立 冬』女子栄養大学出版部、1972
- 『うす味食事相談 高血圧予防の塩加減』女子栄養大学出版部 栄大ブックス、1974
- 『愛情豊かな朝食メニュー』ひかりのくに 料理ハンドブック、1975
- 『スタミナのつく食事』グラフ社、1975 マイライフシリーズ
- 『ホームメイドのお菓子』梶鮎太絵 国土社 新版・みつばちぶっくす、1975
- 『やさしいクッキング』国土社 新版・みつばちぶっくす、1975
- 『やりくり上手ホームフリージング』ひかりのくに、1975 料理ハンドブック
- 『家庭でできる病人食 病気別』実業之日本社、1976
- 『妊産婦の食事』グラフ社、1976 マイライフシリーズ
- 『中年からの健康食 おいしくたべる低塩料理』珠真書房、1977
- 『朝子ニューヨークへ翔ぶ』グラフ社、1979　のち三修社
- 『今日から使える糖尿病の食事献立』主婦の友社、1979
- 『食べてやせる 中高年編』女子栄養大学出版部、1979 健康と料理
- 『ドクターアサコのカテージチーズとヨーグルトの健康料理』グラフ社、1980 マイライフシリーズ
- 『東畑朝子の健康になる食事』グラフ社、1981 マイライフシリーズ
- 『健康をつくる食べもの』婦人之友社、1982-83
- 『箸とフォークとクッキング 日本型食生活の再発見』東京書籍、1982
- 『フードドクター・アサコのおかず365日 家族の健康料理』文化出版局、1985
- 『ひとり暮らしのヘルシー食事学 外食・自炊の知恵とメニュー』主婦の友社、1986 すこやかクッキングシリーズ
- 『料理好きは老い上手』海竜社、1986
- 『この食べ方で元気になれる 中年からの夫の食事の知恵』海竜社、1987
- 『ひとり暮らしのおかずブック』海竜社、1988
- 『マタニティー料理 じょうぶな赤ちゃんを産むための妊産婦の栄養とダイエット』グラフ社、1988 マイライフシリーズ
- 『具合がわるいときの安心食事ブック』海竜社、1989
- 『世界の味覚をたずねて』三嶺書房、1989
- 『肉こうして食べれば心配ない 肉とつきあう健康法 世代別アドバイスと80のレシピ』農山漁村文化協会 健康双書、1989
- 『こんな家庭料理が食べたい』三笠書房 知的生きかた文庫、1990
- 『四十歳からのダイエット おいしく食べて楽しくやせる』海竜社、1990
- 『卵食べ方上手は不安知らず 卵とつきあう健康法 世代別アドバイスと89のレシピ』農山漁村文化協会 健康双書、1990
- 『六十歳からの快適ダイエット 食べ上手健康上手』海竜社、1991
- 『楽々作って食べて健康 60歳からのヘルシープラン』女子栄養大学出版部、1992
- 『更年期からの素敵ダイエット 更年期を幸年期に』海竜社、1993
- 『糖尿病・カロリーハンドブック』監著　池田書店、1993
- 『働きざかりの献立表 肥満・成人病を防ぐ食事の組み立て方のコツ 外食・コンビニでもできる』PHP研究所、1993
- 『健康野菜料理 クスリにもなる野菜の再発見』グラフ社、1994 マイライフシリーズ
- 『青み魚に腕まくり なじみの魚を賢く食べる』雄鶏社 日曜日の遊び方、1995
- 『家族のための健康メニュー』中公文庫ビジュアル版、1995
- 『失敗しないダイエット おいしく食べてきれいにやせる』グラフ社、1995 マイライフシリーズ特集版
- 『美味しい健康食 青魚あじ・いわし・さば・さんま料理』グラフ社、1996 マイライフシリーズ
- 『きれいにやせる50のレシピ』グラフ社、1997 マイライフシリーズ
- 『食物繊維いっぱいの料理 便秘・大腸ガン・糖尿病を防ぐ』グラフ社、1998 マイライフシリーズ
- 『東畑朝子の体においしいみその本 みそ汁から和風洋風みそ料理まで、みその健康いただきます!』マキノ出版、1998
- 『病気にならない40歳からの食事学』マキノ出版 ビタミン文庫、1998
- 『糖尿病の料理 毎日の献立作りが簡単! 栄養バランスのとれた食事で合併症を防ぐ』グラフ社、1999 マイライフシリーズ
- 『大腸ガン予防、便秘解消、食物繊維たっぷりの献立と料理120品 1日20グラムの食物繊維で肥満、生活習慣病予防』平塚秀雄医学監修 グラフ社、2000 マイライフシリーズ
- 『糖尿病のおべんとう レシピ120品 栄養バランスのとれた食生活を!』岩本安彦医学監修 グラフ社、2000 マイライフシリーズ
- 『冷え症、肩こり、更年期障害を改善する献立と料理120品 血行障害を軽減し、ホルモンバランスを整える』村崎芙蓉子医学監修 グラフ社、2000 マイライフシリーズ
- 『肝機能をたかめる献立と料理120品 肝炎肝硬変肝がんを予防 : 栄養バランスのとれた食事で、肝臓を強化!』織田敏次医学監修 グラフ社。2001 マイライフシリーズ
- 『死ぬまで元気!あなたの寿命は食事で延ばせる 寝たきりやボケと無縁の一生を送ろう』グラフ社、2001
- 『食べものはクスリだ! 死ぬまで元気! この食べものが体にいい理由』グラフ社、2002
- 『百まで生きて三日寝て死のう 死ぬまで元気! 元気で長生きするための18のヒント』グラフ社、2003
- 『野菜、果物etc.の色素パワーが効くレシピ105』グラフ社、2003 マイライフシリーズ
- 『一人暮らしのドクターが入院したら?!』グラフ社、2005
- 『二度と太らない 10歳若返る本当のダイエット』講談社+α文庫 2006
- 『「70歳生涯現役」私の習慣』講談社+α新書、2007
- 『太らない!若い!生涯現役をつくる「四群食習慣」』講談社+α新書、2010

### 共著
- 『美しいからだ美しくなる食べもの』杉靖三郎共著 婦人画報社、1959
- 『美しく健康な暮しのために』有本邦太郎共著 婦人画報社、1961 病気別にたてた病人のためのお献立 別巻
- 『肝臓病の人の栄養と食事』三辺謙共著 婦人画報社、1961 病気別にたてた病人のためのお献立
- 『結核療養中の栄養と食事』長井盛至共著 婦人画報社、1961 病気別にたてた病人のためのお献立
- 『高血圧症の人の栄養と食事』鴫谷亮一共著 婦人画報社、1961 病気別にたてた病人のためのお献立
- 『心臓病の人の栄養と食事』田坂定孝共著 婦人画報社、1961 病気別にたてた病人のためのお献立
- 『腎臓病の人の栄養と食事』佐々廉平共著 婦人画報社、1961 病気別にたてた病人のためのお献立
- 『糖尿病の人の栄養と食事』堀内光共著 婦人画報社、1961 病気別にたてた病人のためのお献立
- 『妊娠中の栄養と食事』森山豊共著 婦人画報社、1961 病気別にたてた病人のためのお献立
- 『病気の子供の栄養と食事』坂口房子共著 婦人画報社、1961 病気別にたてた病人のためのお献立
- 『胃腸病の人の食生活』日野貞雄共著 実業之日本社、1962 材料別による病人食シリーズ
- 『月収3万円前後の家庭の食事』吉沢久子、田伏中子共著 鎌倉書房、ホームブックス 1962
- 『高血圧:低血圧の人の食生活』岡田一郎共著 実業之日本社、1962 材料別による病人食シリーズ
- 『病気別にたてた病人のためのお献立 胃腸病の人の栄養と食事』高橋忠雄共著 婦人画報社、1962 8版
- 『肝臓病の人の食生活』池谷潤共著 実業之日本社、1963 材料別による病人食シリーズ
- 『糖尿病の人の食生活』森健吉共著 実業之日本社、1963 材料別による病人食シリーズ
- 『赤ちゃんの食事 なにをどう食べさせるか』緒方安雄共著　実業之日本社、1963
- 『四十からの食生活』笹本浩共著 実業之日本社 1964 材料別による病人食シリーズ
- 『幼児のよろこぶ料理 1才から6才までの幼児食』佐藤久共著 小学館、1964
- 『美容全科』片山喜久子、竹腰美代子共著 家の光協会、1971
- 『腎臓病の人の食生活 新版』吉利和共著 実業之日本社、1973
- 『動脈硬化・心臓病の人の食生活』笹本浩共著 実業之日本社、1973
- 『幼児の食事とおやつ』光山恭子共著 主婦の友文庫、1973
- 『やせる食事』宮川凡子共著 グラフ社、1974 マイライフシリーズ
- 『美しくなる食事』宮川凡子共著 グラフ社、1975 マイライフシリーズ
- 『高血圧症の食事』宮川凡子共著 グラフ社、1975 マイライフシリーズ
- 『男のための食事学』豊川裕之共著　第一出版、1985
- 『野菜はガンを退ける 陰性化食品活用法』加美山茂利共著 農山漁村文化協会 健康双書、1988
- 『ガンを防ぐ食事と生活 あなた自身の手でガンの恐怖を取り除くことができる』河内卓共著 婦人生活社、1994 最新家庭の医学シリーズ
- 『スープの誘惑 とっておきレシピ27皿』白鳥恒夫共著 雄鶏社、日曜日の遊び方　1994
- 『震災食と応急手当 ライフライン破壊時を生き抜く』清水昭造共著 グラフ社、1995 マイライフシリーズ
- 『チーズの知識と応用 醍醐味への誘惑』松平博雄、村上信夫、草柳大蔵共著 グラフ社、1996 マイライフシリーズ
- 『チーズ塾 カルシウム豊富な醍醐味のすべて』松平博雄共著 グラフ社、1999 マイライフシリーズ